# کروئیبوک
شهر کروئیبوک (به فرانسوی: Kruibeke) در شهرستان سن‌نیکلا در استان فلاندری شرقی در منطقه فلاندری در کشور بلژیک واقع شده‌است.